# Arhynchobdellida
Arhynchobdellida son un grupo de sanguijuelas de agua dulce o anfibias que depredan pequeños invertebrados, los cuales son ingeridos enteros. También pueden ser hematófagos. Poseen entre 5 y 8 pares de ojos. y generan larvas dentro de capullos. Este grupo incluye a la sanguijuela medicinal (Hirudo medicinalis).